# 風伯神社
風伯神社（ふうはくじんじゃ）は愛媛県西条市朔日市に鎮座する神社である。旧社格は村社である。神紋は剣矢車。

## 縁起
三代実録には、清和天皇貞観17年3月29日、授伊予国六位上風伯神とある。社伝によると、景行天皇の皇子・武国凝別命が伊勢神宮より伊与へご分霊を奉じた際、海上守護のために、龍田の神（風神）を奉祀したことによると伝えられている（龍田神社は、のちの官幣大社であり当時、朝廷の崇敬も深かった）。当初は、同社に奉祀されていたが、のちに別宮とされた。その後、西条藩主・一柳公は陣屋の鬼門除けとして現在地に奉遷した。
境内において地方物産の市が四月朔日、七月朔日に盛大に開かれたことにより、当地名が朔日市と名付けられたという。